# Club Sporting Cristal
Maillots
Actualités
Dernière mise à jour : 7 mai 2025.
Le Sporting Cristal est un club péruvien de football, fondé le 13 décembre 1955 dans le quartier de Rímac à Lima. Avec ses vingt titres de champion du Pérou, c'est le troisième club le plus titré du pays, derrière l'Universitario de Deportes (26 titres) et l'Alianza Lima (25).
Le club connaît sa période dorée de 1994 à 1996 en remportant trois titres consécutifs de champion du Pérou, à chaque fois avec une large avance sur son dauphin. Il parvient en finale de la Copa Libertadores en 1997, qu'il perd face à l'équipe brésilienne de Cruzeiro.

## Histoire
En 1951, le championnat du Pérou, jusqu'alors amateur, opte pour le professionnalisme. Quelques années plus tard, dans la brasserie Backus et Johnston, naît l'idée d'avoir une équipe professionnelle de football pour représenter l'entreprise. Cette initiative est impulsée par Ricardo Bentín Mujica, qui contribue à la réalisation de ce projet. Avec l'appui de sa femme, Esther Grande de Bentín, il pose la première pierre de cette institution.
À cette époque, il existe déjà une équipe professionnelle dans le quartier de Rímac, le Sporting Tabaco, un club modeste qui n'a jamais obtenu de titre et qui a des problèmes économiques. Jusqu'en 1955, le Sporting Tabaco, changeant sans cesse de propriétaire et de siège social, doit continuellement déménager. À partir de 1955, par décision populaire, le siège du club est définitivement installé dans un immeuble dudit quartier.
La brasserie décide d'« adopter » ce club et d'en faire une équipe le représentant. La famille Bentín, avec Blas Loredo (qui devient plus tard le président fondateur du club) cherche des terrains proches à la taverne où l'équipe peut avoir une infrastructure appropriée. 
Cette assimilation n'est pas acceptée par la Fédération péruvienne de football, suscitant une grande polémique publique, jusqu'au 13 décembre 1955 où la famille Bentín réussit son propos. Le Sporting Cristal Backus est ainsi créé, Cristal étant le nom du produit le plus populaire de la taverne. Les installations du nouveau club, d'une surface de 137 000 m2, sont situées à La Florida au centre de l'arrondissement de Rímac.
À l'époque, le championnat péruvien est disputé par l'Alianza Lima, l'Universitario de Deportes, le Deportivo Municipal et le Sport Boys. Le Sporting Cristal arrive avec l'ambition de devenir un des clubs majeurs du championnat. Pour sa première saison, le club conserve la plupart des joueurs du Sporting Tabaco, et recrute le meilleur buteur de l'édition du championnat précédent, Máximo Mosquera, qui évoluait alors à l'Alianza Lima. Le club remporte le championnat de 1956, ainsi que celui de 1961.
Les journalistes sportifs et les supporters de l'équipe signalent que le Sporting Cristal est un club qui « est né champion », appuyés par l'obtention, fin 1956, de leur premier championnat dans le premier tournoi disputé sous le nouveau nom de l'équipe. C'est un grand début pour une équipe qui, avec le temps et les titres, devient l'une des meilleures équipes du football péruvien et une référence dans les tournois internationaux.
Quelques années après sa fondation, l'institution élimine Backus de son nom, en signe d'indépendance économique, pour se transformer en une institution civile sans but lucratif, visant la promotion d'activités sportives en faveur de ses clients. 
Les années 1960 virent le Sporting Cristal établir un record d'invincibilité en Copa Libertadores de 17 rencontres sans connaître la moindre défaite entre le 20 février 1962 et le 11 mars 1969. Ce record fut pourtant battu par l'Atlético Mineiro en 2022 (18 matchs invaincu). Les années 1990 apportent de grandes joies pour le club. En effet, en 1994, 1995 et 1996, le Sporting Cristal remporte trois fois consécutivement le championnat. Cette période faste coïncide avec sa meilleure performance sur la scène internationale puisqu'il atteint la finale de la Copa Libertadores 1997. Le club se hisse en finale après avoir éliminé successivement Vélez Sarsfield, le Club Bolívar, le Racing Club en demi-finale, avant de s'incliner contre les Brésiliens de Cruzeiro en finale (0-0 à Lima puis défaite au match retour 1-0 à Belo Horizonte).
Vient ensuite une période sans titres jusqu'en 2002 où il remporte à nouveau le championnat. D'accord avec les nouvelles tendances qui s'établissent dans le football mondial, en janvier 2005, l'association civile Cristal se transforme en société anonyme Club Sporting Cristal.
La décennie 2010-2020 est elle aussi riche en titres puisque le club s'octroie les championnats de 2012, 2014, 2016, 2018 et 2020. Mais cette aisance au niveau national contraste avec les résultats du club en Copa Libertadores où il enchaîne les éliminations dès la phase de groupes.
Propriétaire historique du Sporting Cristal depuis sa fondation, la brasserie Backus et Johnston vend le club en septembre 2019 à Innova Sports, groupe associé au monde du sport.

## Résultats sportifs

### Palmarès
| Compétitions nationales | Compétitions internationales              |
| - Championnat du Pérou (20) : - Champion : 1956, 1961, 1968, 1970, 1972, 1979, 1980, 1983, 1988, 1991, 1994, 1995, 1996, 2002, 2005, 2012, 2014, 2016, 2018 et 2020. - Vice-champion : 1962, 1963, 1967, 1973, 1977, 1989, 1992, 1997, 1998, 2000, 2003, 2004, 2015 et 2021. - Tournoi d'ouverture (5) : - Vainqueur : 1994, 2003, 2015, 2018 et 2021. - Deuxième : 1997, 2001, 2006, 2008, 2016 et 2019. - Tournoi de clôture (6) : - Vainqueur : 1998, 2002, 2004, 2005, 2014 et 2016. - Deuxième : 2000, 2008 et 2020. - Copa Bicentenario (1) : - Vainqueur : 2021. - Torneo de Verano (1) : - Vainqueur : 2018. - Autres : - Vainqueur du Torneo Regional en 1989-I, 1991-I et 1991-II. | - Copa Libertadores : - Finaliste : 1997. |

### Bilan et records

#### Au niveau national
- Saisons au sein du championnat du Pérou de football : 69 (1956-).
- Saisons au sein du championnat du Pérou de football D2 : 0.
- Saisons au sein de la Copa Perú (D3) : 0.
- Plus large victoire obtenue en compétition officielle : 
  - Defensor Lima 1:11 Sporting Cristal (championnat 1994)[7].
- Plus large défaite concédée en compétition officielle : 
  - FBC Melgar 6:0 Sporting Cristal (championnat 1992).
  - León de Huánuco 6:0 Sporting Cristal (championnat 2010).

#### Au niveau international
- Copa Libertadores : 39 participations.
- Copa Sudamericana : 4 participations en 2018, 2019, 2021 et 2023.
- Copa CONMEBOL : 1 participation en 1994.
- Copa Merconorte : 4 participations en 1998, 1999, 2000 et 2001.
- Plus large victoire obtenue en compétition officielle : 
  - Sporting Cristal 7:0 CD Jorge Wilstermann (Copa Libertadores 1995).
- Plus large défaite concédée en compétition officielle : 
  - CD Cobreloa 6:1 Sporting Cristal (Copa Libertadores 1981).

Note: en italique, tournois disparus.

## Personnalités historiques du club

### Joueurs

#### Principaux joueurs (tous les temps)
En gras les joueurs encore en activité.
- Horacio Baldessari
- Julio César Balerio
- Luis Alberto Bonnet
- Horacio Calcaterra
- Eloy Campos
- Jorge Cazulo (en)
- Héctor Chumpitaz
- Orlando de la Torre
- Rubén Toribio Díaz
- Roberto Elías
- Alberto Gallardo
- Pedro Garay (en)
- Emanuel Herrera
- Julinho
- Carlos Lobatón
- Flavio Maestri
- Fernando Mellán
- Andrés Mendoza
- Ramón Mifflin
- Roberto Mosquera
- José Navarro Aramburú
- Juan Carlos Oblitas
- Roberto Palacios
- Alfredo Quesada
- Ramón Quiroga
- Gabriel Costa
- Oswaldo Ramírez
- Luis Reyna
- Percy Rojas
- Oscar Rossi
- Luis Rubiños
- Anselmo Ruíz
- Eleazar Soria
- Jorge Soto
- Julio César Uribe
- Yoshimar Yotún

### Entraîneurs
| Pays                   | Nom                        | Période   |
| ---------------------- | -------------------------- | --------- |
| Drapeau du Chili       | Luis Tirado                | 1956-1957 |
| Drapeau de l'Argentine | César Viccino              | 1958-1959 |
| Drapeau du Pérou       | Víctor Pasache (intérim)   | 1960      |
| Drapeau de l'Argentine | Carlos Peucelle            | 1960      |
| Drapeau du Pérou       | Juan Honores               | 1960-1962 |
| Drapeau du Pérou       | Víctor Pasache (intérim)   | 1962      |
|                        | Didi                       | 1962-1964 |
| Drapeau du Pérou       | Alberto Terry              | 1964-1966 |
|                        | Yaldo Barbalho             | 1966      |
|                        | Didi                       | 1967-1969 |
| Drapeau du Pérou       | Víctor Pasache (intérim)   | 1969      |
| Drapeau de l'Argentine | Sabino Bártoli             | 1969-1971 |
|                        | Rudi Gutendorf             | 1971      |
| Drapeau du Pérou       | Marcos Calderón            | 1972-1974 |
| Drapeau du Pérou       | Rafael Asca (intérim)      | 1974      |
| Drapeau du Pérou       | Eloy Campos                | 1974-1975 |
| Drapeau du Pérou       | Víctor Pasache (intérim)   | 1976      |
| Drapeau du Pérou       | Juan Honores               | 1976      |
| Drapeau du Pérou       | Diego Agurto               | 1976-1977 |
| Drapeau du Pérou       | Alberto Gallardo (intérim) | 1977      |
| Drapeau de l'Uruguay   | Roque Máspoli              | 1977-1978 |
| Drapeau du Pérou       | Alberto Gallardo (intérim) | 1978      |
| Drapeau du Pérou       | José Fernández             | 1978-1979 |
| Drapeau du Pérou       | Marcos Calderón            | 1979-1981 |
| Drapeau du Pérou       | Alberto Gallardo           | 1981-1982 |
|                        | César Cubilla              | 1982-1983 |

| Pays                   | Nom                           | Période   |
| ---------------------- | ----------------------------- | --------- |
| Drapeau du Pérou       | José Chiarella                | 1984      |
| Drapeau du Pérou       | Alberto Gallardo (intérim)    | 1985      |
| Drapeau du Pérou       | José del Castillo             | 1985      |
| Drapeau du Pérou       | Héctor Chumpitaz              | 1985-1986 |
| Drapeau du Pérou       | Miguel Company                | 1987-1988 |
| Drapeau du Pérou       | Óscar Montalvo                | 1988      |
| Drapeau du Pérou       | Alberto Gallardo              | 1988-1989 |
| Drapeau de l'Argentine | Oscar López / Oscar Cavallero | 1989-1990 |
| Drapeau du Pérou       | Fernando Mellán (intérim)     | 1990      |
| Drapeau du Chili       | Eugenio Jara                  | 1990      |
| Drapeau du Pérou       | Juan C. Oblitas               | 1990-1992 |
| Drapeau du Brésil      | José C. Amaral                | 1993      |
| Drapeau du Pérou       | Luis Reyna (intérim)          | 1993      |
| Drapeau du Pérou       | Juan C. Oblitas               | 1993-1995 |
| Drapeau du Brésil      | José L. Carbone               | 1996      |
| Drapeau du Pérou       | Roberto Mosquera (intérim)    | 1996      |
| Drapeau de l'Uruguay   | Sergio Markarián              | 1996-1997 |
| Drapeau du Chili       | Miguel A. Arrué               | 1997-1998 |
| Drapeau de la Colombie | Luis A. García                | 1998      |
| Drapeau du Pérou       | Franco Navarro                | 1998-1999 |
| Drapeau de l'Argentine | Rodolfo Motta                 | 1999      |
| Drapeau du Pérou       | Juan C. Oblitas               | 1999-2001 |
| Drapeau de l'Argentine | Horacio Magalhaes             | 2001      |
| Drapeau du Brésil      | Paulo Autuori                 | 2002      |
| Drapeau du Brésil      | Renê Weber                    | 2003      |
| Drapeau du Pérou       | Wilmar Valencia               | 2003-2004 |

| Pays                   | Nom                        | Période   |
| ---------------------- | -------------------------- | --------- |
| Drapeau du Pérou       | Eduardo Asca (intérim)     | 2004      |
| Drapeau de l'Argentine | Edgardo Bauza              | 2004-2005 |
| Drapeau du Pérou       | José del Solar             | 2005-2006 |
| Drapeau de l'Argentine | Jorge Sampaoli             | 2007      |
| Drapeau de l'Argentine | Walter Fiori (intérim)     | 2007      |
| Drapeau du Pérou       | Juan C. Oblitas            | 2007-2009 |
| Drapeau du Pérou       | Víctor Rivera              | 2010      |
| Drapeau de l'Argentine | Guillermo Rivarola         | 2011      |
| Drapeau du Pérou       | Juan Reynoso               | 2011      |
| Drapeau du Pérou       | Francisco Melgar (intérim) | 2011      |
| Drapeau du Pérou       | Roberto Mosquera           | 2012-2013 |
| Drapeau du Pérou       | Francisco Melgar (intérim) | 2013      |
| Drapeau de l'Argentine | Claudio Vivas              | 2013      |
| Drapeau de l'Argentine | Daniel Ahmed               | 2014-2015 |
| Drapeau de l'Argentine | Mariano Soso               | 2016      |
| Drapeau du Pérou       | José del Solar             | 2017      |
| Drapeau du Pérou       | Pablo Zegarra              | 2017      |
| Drapeau du Chili       | Mario Salas                | 2018      |
| Drapeau de la Colombie | Alexis Mendoza             | 2019      |
| Drapeau de l'Argentine | Claudio Vivas              | 2019      |
| Drapeau du Pérou       | Manuel Barreto             | 2019-2020 |
| Drapeau du Pérou       | Jorge Soto (intérim)       | 2020      |
| Drapeau du Pérou       | Roberto Mosquera           | 2020-2022 |
| Drapeau du Brésil      | Tiago Nunes (en)           | 2023      |
| Drapeau du Brésil      | Enderson Moreira (en)      | 2023-2024 |
| Drapeau de l'Argentine | Guillermo Farré (en)       | 2024-2025 |
| Drapeau du Brésil      | Paulo Autuori              | 2025-     |

## Identité du club

### Maillots
Le Sporting Tabaco jouait avec un maillot bleu. Le Sporting Cristal a gardé la couleur avec une petite variation, passant d'un bleu très turquoise à un bleu ciel. Durant une brève période, entre 1979 et 1981, le maillot redevient bleu électrique, avant d'être à nouveau bleu ciel, sa couleur actuelle.
La tenue à domicile est constituée d'un maillot bleu ciel, d'un short blanc et de chaussettes bleu ciel. À l'extérieur, elle comporte un maillot jaune, un short jaune et des chaussettes jaunes.
La couleur du maillot les a fait connaitre comme les « Célestes » bien qu'ils soient aussi connus comme les Bajopontinos ou les Rimenses (en référence au quartier de Rímac, appelé avant Bajo el puente « sous le pont »).
Historique
| 1956-1969 | 1970-1977 | 1978-1990 | 1991-2001 | 2001-2002 | 2002-2003 | 2003-2004 | 2004-2005 |
| 2005-2006 | 2006      | 2007      | 2008      | 2009      | 2010      | 2011      | 2012      |
| 2013      | 2014      | 2015      | 2016      | 2017      | 2018      | 2019      | 2020      |
| 2021      | 2022      | 2023      |           |           |           |           |           |

### Grandes rivalités
L'Alianza Lima et l'Universitario de Deportes sont les rivaux classiques du Sporting Cristal. Ces matchs sont des rencontres importantes du football péruvien. 
Avec l'Alianza Lima, les deux équipes sont rivales depuis 1956, quand le Sporting Cristal Backus joue son premier championnat. Elles se sont depuis affrontées 220 fois (211 en championnat, huit en Copa Libertadores et une en Torneo del Inca). Le bilan est de 76 victoires pour l'Alianza Lima contre 69 pour le Sporting Cristal, et 75 matchs nuls. 
Sporting Cristal et Universitario de Deportes sont les équipes ayant obtenu le plus grand nombre de titres depuis 1966, lorsque le championnat fut ouvert aux équipes de province. Cette succession de titres fait qu'il existe une grande rivalité entre les supporters des deux équipes. Depuis 1956, les deux équipes se sont rencontrées 219 fois (205 en championnat et 14 en Copa Libertadores). Universitario a remporté 76 victoires tandis que Cristal 65. Il y a eu en tout 78 matchs nuls.

### Supporters
Actuellement, le Sporting Cristal est la troisième équipe avec le plus de fans au Pérou. En effet, un sondage de Datum Internacional de décembre 2018 révèle que le Sporting Cristal compte 9 % de supporters, derrière l'Alianza Lima (26 %) et l'Universitario de Deportes (19 %).
Le club possède deux groupes de supporters : le groupe populaire Extremo Celeste et le groupe historique, Fuerza Oriente (qui tient son nom du fait qu'il se situe dans la tribune est du stade où joue le club).

## Stade et infrastructure

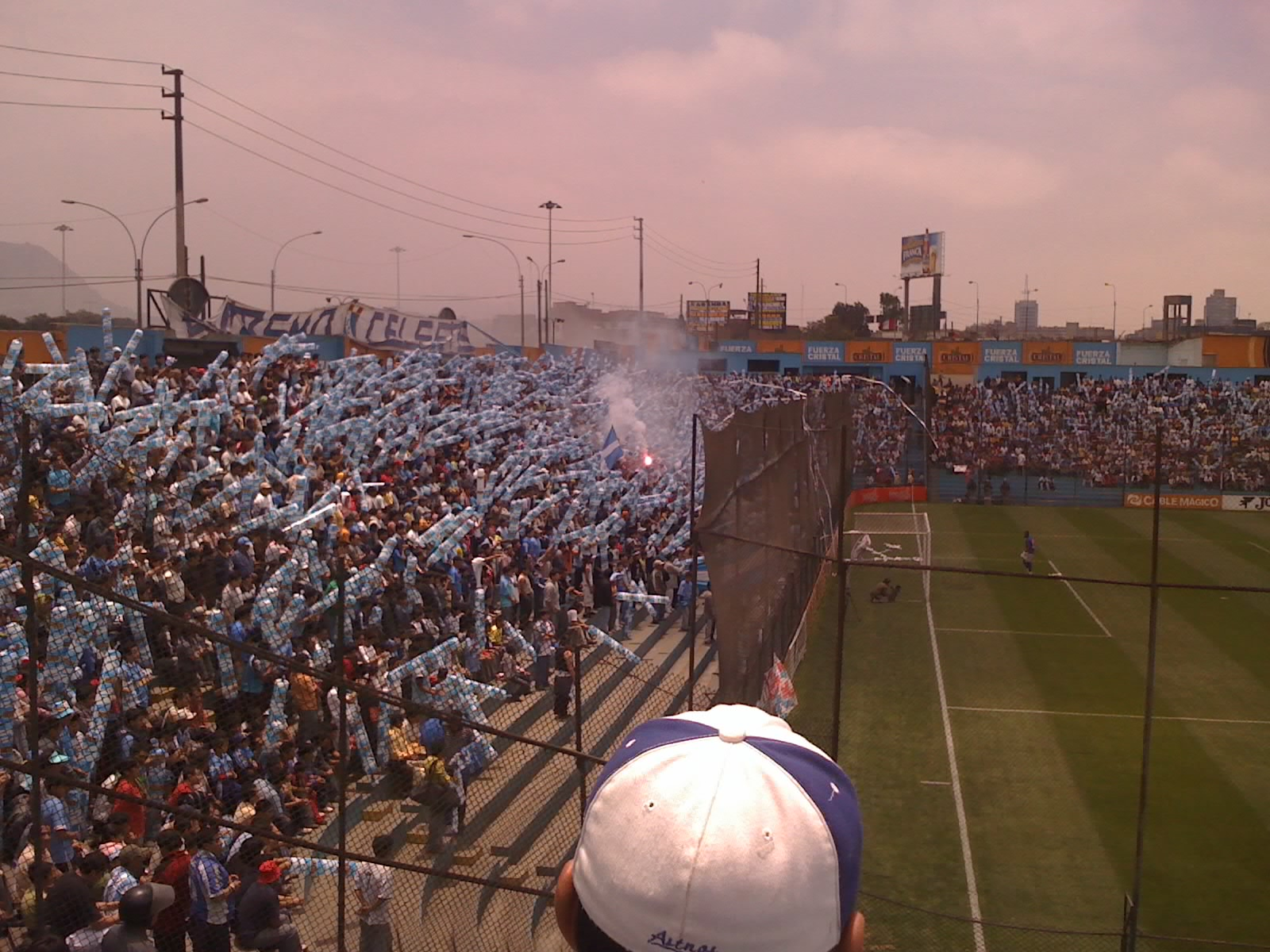
La section « Extremo Celeste » au stade San Martin, à Lima

Le Sporting Cristal joue à domicile au stade Alberto Gallardo, qui est situé à la limite du district de Rímac, sur la rivière éponyme. Il a une capacité totale de 20 000 spectateurs dans ses quatre tribunes, bien que pour de mesures de sécurité la tribune située du côté de la rivière n'est pas utilisée. Sa capacité opérative est de 15 000 spectateurs. Les matchs à haut risque sont joués à l'Estadio Nacional.
Le club a son siège social dans le quartier de « La Florida », au centre du district de Rímac, qui compte avec une superficie de 85 000 mètres carrés. S'y trouvent les bureaux administratifs, les quatre terrains d'entraînement, les chambres des joueurs, des gymnases et une zone de concentration pour l'équipe professionnelle, quatre terrains de « fulbito », six terrains de « Paleta Frontón (en) », trois de tennis, trois de volleyball et trois de basket-ball.
S'y trouvent aussi les bureaux centraux du club, dans une construction de deux étages de presque 1 200 mètres carrés, une cafétéria, une aire de jeux pour les enfants et une petite chapelle.
Toutes les installations sont à disposition des associés, employés et joueurs des différentes catégories, de juniors à professionnels.